# Морачевський Яків Миколайович
Яків Морачевський (20 серпня 1874, Щаснівка, Козелецький повіт, Чернігівська губернія — середина 1930-х рр.) —  український педагог, викладач, завідувач педагогічними курсами Глухівського педагогічного інституту (грудень 1924 - липень 1925), завідувач Глухівського краєзнавчого музею, один із засновників Остерського краєзнавчого товариства.

## Життєпис
Народився 20 серпня 1874 у  Щаснівці Козелецького повіту Чернігівської губернії у родині православного священника.
Провчившись чотири роки в Чернігівській духовній семінарії, був відрахований за участь у «семінарському бунті». 
Заробляв на життя приватними уроками.
1895 склав іспити на вчителя й отримав відповідну посаду в школі рідного Козелецького повіту. 
1896 перейшов до Майнівської сільськогосподарської школи на посаду вчителя підготовчого класу, а пізніше – до Калузької молочної школи, що в Московщині. Упродовж 1899–1902 навчався на природничому факультеті Московського університету. 
Із 1902 по 1915 викладав на зуболікарських курсах у Москві, а в 1910–1913 – у приватній Художній школі Мєшкова. 1915 захворів і залишив педагогічну діяльність. 

### Доба УНР та московсько-большевицька окупація
Працював у видавця Вл. Черткова і водночас у видавництві «Посредник» та журналі «Маяк» Ів. Горбунова-Посадова. 
1919 повернувся в Україну. 
Певний час вчителював у Старо-Баканській школі, а з квітня 1920 по 1923 виконував обов’язки завідувача шкільним підвідділом Козелецької повітнаросвіти і вчителя у Козелецькій семирічній школі. 
У 1922–1923 викладав природознавство, методику природознавства та малювання спочатку на Козелецьких педкурсах, а потім – у Козелецькій школі.
Один із засновників Остерського краєзнавчого товариства.
У грудні 1924 – липні 1925 – завідувач Глухівськими педагогічними курсами, на які московські окупанти перетворили Глухівський учительський інститут.  
З 1925 по 1926 працював в одній із шкіл Чернігова. 
Із 1926 по 1933 на посаді завідувача Глухівського краєзнавчого музею. 

### Археологічна діяльність
У 1928–1931 самостійно, а також сумісно із Конотопським і Сосницьким музеями, Кабінетом антропології ім. Хведора Вовка здійснював археологічні розвідки на теренах Глухівського, Путивльського, Середино-Будського, Конотопського, Шосткинського, Ямпільського районів старої північно-східної Гетьманщини. Серед інших вченим було обстежено й Волокитинське городище. 
Володів московською та польською мовами.